# Batalha de Talikota

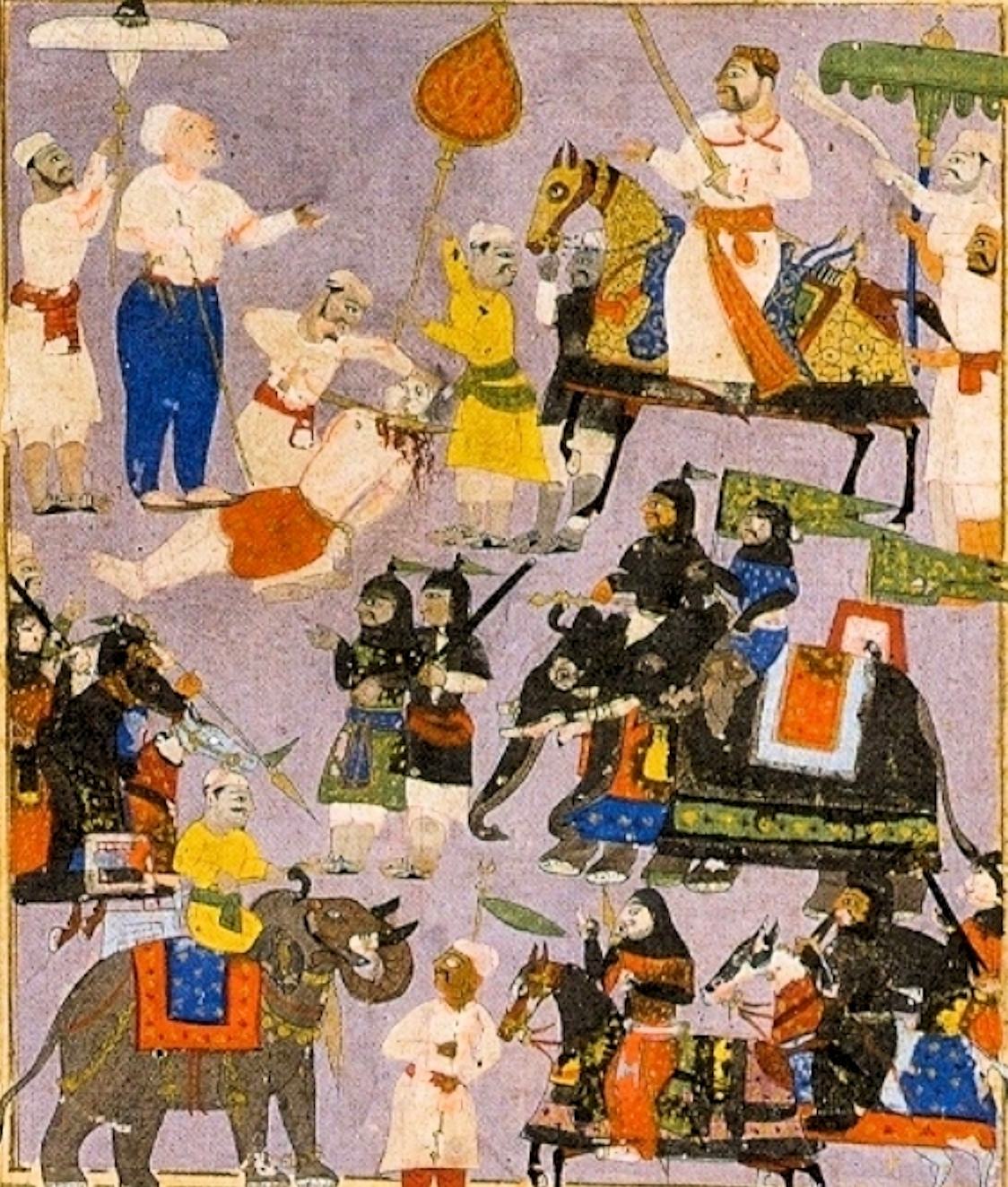
Batalha de Talikota

A Batalha de Talikota foi uma batalha travada em 26 de janeiro de 1565 entre tropas do Reino de Bisnaga e dos vitoriosos Sultanatos do Decão perto de Talikota, uma cidade da Índia localizada no estado de Karnataka.

## Prelúdio
O trono do Império Vijayanagara passou de Achyuta Raya para Aliya Rama Raya após a morte deste último. Os sultanatos, vendo a oportunidade, decidiram unir forças para destruir o reino, formando assim a aliança conhecida como os Sultanatos do Deccan.

## A batalha
Em 26 de janeiro de 1565, os sultanatos de Deccan (Ahmednagar, Bidar, Bijapur e Golconda), que haviam formado uma grande aliança, juntamente com o exército de Vijayanagara, dirigiram-se para Talikota, situada entre duas aldeias chamadas Rakkasa e Tangadi, nas margens aluviais do Rio Krishna, no estado indiano de Karnataka. A batalha foi travada em um terreno rochoso, e as tropas invasoras lançaram uma ofensiva estratégica clássica. Inicialmente, atacaram as principais linhas do exército Vijayanagara usando canhões. O uso concentrado da artilharia teve seu preço, e o ataque frontal massivo pelos exércitos combinados selou o destino. A batalha culminou com uma vitória completa dos sultanatos, resultando na decapitação do raja, cuja cabeça foi exibida como um troféu.

## Consequências
A batalha marcou o golpe de morte para os grandes reinos hindus na Índia e também assinalou o fim do último grande império do Sul da Índia. O império hindu de Vijayanagar, que anteriormente unira o Sul da Índia e bloqueara o avanço muçulmano, foi derrotado nesse conflito.

## Causas da derrota
Várias razões contribuíram para a derrota do exército de Vijayanagara. Enquanto o exército dos sultanatos de Deccan contava com uma tropa mais rápida, incluindo cavaleiros persas, o exército de Vijayanagara dependia de comandantes montando elefantes de guerra, tornando-o mais lento no campo de batalha. Além disso, as diferenças nas armas e táticas também foram significativas. Os sultanatos utilizavam bestas de metal, mais eficazes em termos de precisão e alcance, enquanto o exército Vijayanagara dependia de arcos feitos de bambu. As lanças e dardos do exército Vijayanagara eram mais curtos em comparação com as lanças longas dos sultanatos, conferindo a estes uma clara vantagem. Apesar dessas desvantagens, os historiadores concordam que a traição dos principais comandantes muçulmanos de Vijayanagara, os irmãos Gilani, que desertaram do Sultanato de Bijapur e mais tarde foram empregados por Aliya Rama Raya, foi o fator decisivo. Os irmãos Gilani fugiram do campo de batalha em um momento crucial, resultando na derrota do exército de Vijayanagara.